# 위앙 나르몬
위앙 나르몬(태국어: เวียง นฤมล, 1992년 1월 11일)은 태국의 여자 가수이다. 2017년부터 음악 활동을 시작하였다.

## 어린 시절
그녀는 로이엣주 태국에서 몰람가수 가수의 가정에서 태어났다. 그녀는 쑤완 폴풋타의 딸이다 (2020년에 사망). 그녀는 반딧팟타나씬연구소에서 교육을 마쳤다. 그녀는 로이엣 펏싸얌의 조카이다. 1960년대 유명 몰람가수였던 박씨 일가의 조카다.

## 직업
그녀는 초등학교 5학년 때 아버지의 음악 밴드와 함께 춤을 추기 시작했다. 이후, 그녀는 녹이앙몸밴드 아래의 가수와 댄서에게 도착했다. 그녀는 2017년 태국 국립 예술가에게 훈련을 받았다. 그녀는 작곡가 암파이 마니웡을 만났다. 그리고 암파이는 그램미 골드 노래 프로젝트 Nong Mai Tai Daw : Project II에서 녹음된 디스코그래피를 위해 그녀를 싸라 쿤나웃에 데려간다. 첫 싱글 Huk Bor Dai Tae Luem Ai Bor Long (ฮักบ่ได้แต่ลืมอ้ายบ่ลง, 나는 당신을 사랑할 수 없지만 당신을 잊을 수 없습니다) 그래서 이후 그램미 골드 소속 아티스트로 등록했다.
그녀의 다른 노래로는 Wai Ok Hak, Won Pu Lum Khong, Huk Laew Kue Bor Huk Loei가 있다. 2018년 그녀는 싱글 Rewatta Hukna Leelawadee 과 Rewatta La Huk에서 비어 프럼퐁와 협력했다. 2021년 그녀는 반옌 락깬의 Ngiw Tong Ton"와 같은 멜로디의 싱글 Ngiw Tong Ton Humhon Phoo Bao Kaw로 대중화되었다. 또한 그녀는 싱글 Ka Khon Bor Huk Kan.로 작사 및 노래했다.

## 입자 디스코그래피

### 싱글
| 년     | 제목                                 | 참고                                       |
| ------ | ------------------------------------ | ------------------------------------------ |
| 2017년 | "Huk Bor Dai Tae Luem Ai Bor Long"   | Nong Mai Tai Daw : Project II 프로젝트에서 |
| 2017년 | "Nong Tung Jai Huk Ai Tung Jai Thim" | Nong Mai Tai Daw : Project II 프로젝트에서 |
| 2018년 | "Won Pu Lam Khong"                   | 그녀의 첫 공식 싱글.                       |
| 2020년 | "Wai Ok Hak"                         |                                            |
| 2020년 | "New Year Sia Fan"                   |                                            |
| 2021년 | "Ngiw Tong Ton Humhon Phoo Bao Kaw"  |                                            |
| 2021년 | "Ka Khon Bor Huk Kan"                | 직접 작사, 작곡                            |